# Кріс Джозеф
Крістофер Карлос Джозеф (англ. Kristopher Carlos Joseph; нар. 17 грудня 1988) — канадський професійний баскетболіст команди «Оттава Блекджекс» Канадської елітної баскетбольної ліги (CEBL). З 2008 до 2012 рік грав за чоловічу баскетбольну команду «Сірак'юс Орандж». Він був обраний у другому раунді драфту НБА 2012 року «Бостон Селтікс» під 51-м номером. Він — старший двоюрідний брат розігруючого «Пістонс» Корі Джозефа.

## Ранні роки
Джозеф народився і виріс у Монреалі, Квебек, у робітничому районі Кот-де-Неж на північ від центру міста. Джозеф вперше взяв баскетбольний м'яч у 2 класі, але був змушений кидати по сміттєвих баках разом зі своїм старшим братом Морісом. Врешті-решт у Кот-де-Неж створили баскетбольний майданчик і брати грали годинами.

## Шкільні роки
Джозеф грав у тіні брата Моріса протягом кількох років, після успішної участі у шкільній команді. Кріс спочатку боровся з елітною конкуренцією, його виключили з клубної команди у віці 14 років. Він працював над своєю грою, підріс і став зіркою «Сан Юф», головного клубу Монреальської баскетбольної ліги. У 10 класі він привів збірну провінції Квебек до срібної медалі на Канадських Іграх 2005 року. Він грав за шкільну команду «Маунт-Роял Мустангс».
За рекомендацією молодіжного тренера Генрі Вонга мати Джозефа дозволила йому залишити Монреаль у 2006 році, щоб закінчити останні два роки школи у Вашингтоні.
Джозеф допоміг новій шкільній команді досягти результату 26–11, з його 21 очком, 5 підбираннями, 3 передачами та 3 блокшотами на турнірі Вашингтонської католицької атлетичної конференції (WCAC) у перемозі над командою «Аур Леді оф Гуд Кансел» з рахунком 65:55. Він отримав нагороду другої команди 2008 від «Вашингтон Пост». Він грав за баскетбольну команду Аматорського атлетичного союзу.
Rivals.com оцінив новачка Джозефа у три зірки, у 2008 році Джозеф був 17-м легким форвардом і 113-м гравцем країни.

## Студентська кар'єра

### 2008—2009
Джозеф з самого початку показував результат, зокрема 7 очок за 22 хвилини у розгромі команди коледжу Ле Мойна 16 листопада 2008 року з рахунком 85:51 і 13 очок і 6 підбирань у перемозі 86:66 проти Оклендського університету 22 листопада 2008 року. 24 листопада 2008 року 10 очок і 5 підбирань Джозефа допомогли Сірак'юс перемогти «Флориду», 89:83, у півфіналі CBE Classic.
Після травми Пола Гарріса, Джозеф вперше вийшов у стартовій п'ятірці у матчі проти команди Університету Південної Флориди 2 січня 2009 року, набравши сім очок і 3 підбирання.

### 2009—2010
29 грудня 2009 року під час першого матчу проти Університету Сетон Холл Джозеф набрав 16 очок, включно з кидками з лінії штрафних 8 із 9 у перемозі 80:73. 6 січня 2010 року проти «Мемфіса» Джозеф набрав 15 очок у другому таймі та дев'ять підбирань з результатом 74:57 на користь Сірак'юс.
Джозеф фінішував із середніми показниками 11,0 очок і 5,4 підбирання за сезон, і був названий шостим гравцем року за версією Великої східної конференції

### 2010—2011
Джозеф став популярним як бомбардир «Оранж». Він увійшов до списку 50 найкращих перед сезоном за версією Wooden Award і покращив свої показники за всіма напрямками, випередивши Сірак'юс за результатами 14,3 очка за гру та посівши друге місце за підбираннями (5,2) і перехопленнями (1,5). Він був призначений до третьої команди All-Big East, став першим канадцем, який отримав цю нагороду після свого колеги з Монреаля Білла Веннінгтона у 1985 році.

### 2011—2012
Джозеф знову був включений до списку 50 найкращих перед сезоном Wooden Award. Його останній сезон почався успішно, оскільки він був названий найкращим гравцем тижня на Сході після того, як привів свій «Сірак'юс Оранж» до чемпіонату NIT Season Tip Off. Джозеф був названий найкращим гравцем турніру із середніми показниками 19,0 очок, 9,5 підбирань і 3,5 перехоплення у перемогах проти «Вірджинія Тек» і «Стенфорд».
Він лідирував у «Оранж» за кількістю очок під час регулярного сезону (13,4 очка за матч) й отримав низку нагород після сезону, зокрема місце в першій команді All-Big East 2012. Джозеф є першим гравцем канадського походження, який коли-небудь потрапив до першої команди цієї конференції. Він був названий AP Honorable Mention All-American, а також отримав місця у команді USBWA All District II, у першій команді NABC All-District 5. Крім того, Джозеф був одним із 15 фіналістів після сезону на нагороду Wooden Award, що зробило його одним із найбільш титулованих канадців, які коли-небудь грали в баскетбол НССА I Дивізіону.
Набравши 15 очок проти «Мангеттена» 14 листопада 2011 року, Джозеф став 55-м гравцем у «Сірак'юс», який набрав 1000 очок. Він завершив кар'єру з 10 очками, 2 підбираннями та 3 перехопленнями під час поразки «Сірак'юс» від «Стейту Огайо» з рахунком 77:70.

## Професійна кар'єра

### «Бостон Селтікс»
«Бостон Селтікс» обрали Джозефа у другому раунді драфту НБА 2012 року під 51-м номером. 3 липня 2012 року Джозеф підписав контракт із «Селтікс».
5 липня 2012 року було оголошено про участь Джозефа у Літній лізі НБА в Орландо та Лас-Вегасі. 24 жовтня Кріс Джозеф офіційно увійшов до складу «Селтікс» із 15 гравців. Його відправляли до команди «Мен Ред Клоз» Ді-Ліги НБА. 6 січня 2013 року «Селтікс» відмовився від нього. 6 лютого 2013 року Джозеф повернувся до «Мен Ред Клоз».

### «Бруклін Нетс»
11 лютого 2013 року Джозефа обміняли в «Спрінгфілд Армор» на Джеймса Мейса. 2 квітня 2013 року він підписав 10-денний контракт з «Бруклін Нетс». 12 квітня 2013 року він був підписаний на решту сезону.
12 липня 2013 року Джозеф був обміняний назад до своєї драфт-команди «Бостон Селтікс» разом з Кітом Богансом, Крісом Гамфрісом, Маршоном Бруксом і Джеральдом Воллесом, а зірки «Селтікс» Кевін Гарнетт, Пол Пірс і Джейсон Террі перейшли у «Нетс». Це був перший випадок, коли два гравці з іменем Кріс обмінялися один з одним. Він був одним із двох гравців, яких обміняли до команди драфту: Джозеф був задрафтований «Бостоном» у 2012 році, а Брукс також «Бостоном» у 2011 році. 15 липня 2013 року «Селтікс» відмовилися від Джозефа.

### «Орландо Меджик»
У вересні 2013 року Джозеф приєднався до тренувального табору «Орландо Меджик». Однак 25 жовтня він залишив команду

### Франція
10 листопада 2013 року Джозеф підписав контракт з французькою командою «Елан Шалон».
30 червня 2014 «JDA Dijon» оголосила про підписання контракту з Джозефом на сезон 2014—2015.
1 серпня 2015 року він підписав контракт з «Орлеан Луаре Баскет» на сезон 2015—2016.

### Канада
22 лютого 2018 року Джозеф підписав контракт з «Ніагара Рівер Лаєнс» з Національної баскетбольної ліги Канади. Він набирав у середньому 16,2 очка, 5 підбирань і 3 передачі за гру.

### Португалія
13 серпня 2018 року Джозеф підписав контракт із «Бенфікою» з Португальської баскетбольної ліги. Але 17 вересня він контракт був розірваний за взаємною згодою після важкої травми.

### Повернення до Франції
17 вересня 2019 року Джозеф підписав контракт з «ADA Blois Basket 41» з Національної ліги баскетболу Про-Бі.

### Повернення до Канади
10 червня 2021 року Джозеф підписав контракт з командою «Оттава Блекджекс» Канадської елітної баскетбольної ліги.

## Статистика кар'єри в НБА

### Регулярний сезон
| Сезон     | Команда        | GP | GS | MPG | FG%  | 3P%  | FT%  | RPG | APG | SPG | BPG | PPG |
| --------- | -------------- | -- | -- | --- | ---- | ---- | ---- | --- | --- | --- | --- | --- |
| 2012–2013 | Бостон Селтікс | 6  | 0  | 4.0 | .182 | .000 | .750 | 0.8 | 0.2 | 0.0 | 0.0 | 1.2 |
| 2012–2013 | Бруклін Нетс   | 4  | 0  | 7.5 | .000 | .000 | .500 | 0.5 | 0.0 | 0.8 | 0.0 | 0.5 |
| Кар'єра   |                | 10 | 0  | 5.4 | .143 | .000 | .625 | 0.7 | 0.1 | 0.3 | 0.0 | 0.9 |